# Venetia Obscura
Venetia Obscura è un gioco di ruolo fantasy italiano  ambientato a Venezia

## Ambientazione
In un ipotetico futuro, la laguna di Venezia viene abbandonata dai suoi abitanti a causa di una crisi globale, ma alcuni villaggi di contadini e pescatori abitano ancora alcune isole, mentre due Ordini (liberamente ispirati l'uno ai Cavalieri di San Marco e l'altro ai monaci dell'Ordine Mechitarista dell'isola di San Lazzaro) sono rimasti in città per preservarne le bellezze artistiche e le conoscenze esoteriche.
In questo contesto, due eserciti entrano in laguna credendola vuota, per iniziare la misteriosa ricerca di un potente artefatto legato alla più antica mistica cristiana.

## Storia editoriale
Il progetto si è sviluppato nel libro base Venetia Obscura (2000), nell'espansione Venetia Obscura - Espansione laguna (2004), nel cd audio di ambientazioni sonore allegato a quest'ultimo e nella miniserie a fumetti (6 numeri trimestrali, 2004-2006), che di anno in anno ha sempre avuto una finestra espositiva particolare presso l'area Underground di Lucca Comics and Games.